# Ultimate Circus
Ultimate Circus é o primeiro álbum de estúdio da banda japonesa Nightmare. Foi lançado no dia 25 de dezembro de 2003 pela gravadora Nippon Crown.

## Faixas
| N.º | Título                                                                             | Duração |  |
| 1.  | "Promenade"                                                                        | 2:24    |  |
| 2.  | "muzzle.muzzle.muzzle"                                                             | 2:58    |  |
| 3.  | "M~aria"                                                                           | 4:31    |  |
| 4.  | "Kabuki Logical" (カブキロジカル)                                                  | 3:15    |  |
| 5.  | "Believe"                                                                          | 3:02    |  |
| 6.  | "Mind Ocean ~Soushitsu wa Yuki to Tomoni~" (Ｍｉｎｄ Ｏｃｅａｎ～喪失は雪と共に～) | 6:03    |  |
| 7.  | "HATE"                                                                             | 3:44    |  |
| 8.  | "Akane" (茜)                                                                       | 3:57    |  |
| 9.  | "36.7"                                                                             | 4:14    |  |
| 10. | "Kyokutou Ranshin Tengoku" (極東乱心天国)                                          | 4:07    |  |
| 11. | "loopain"                                                                          | 3:36    |  |
| 12. | "Over"                                                                             | 4:07    |  |
| 13. | "Aquaria" (アクアリア)                                                             | 4:32    |  |